# Стагово
Стагово (алб. Stagovë) је насеље у општини Качаник на Косову и Метохији. Атар насеља се налази на територији катастарске општине Стагово површине 1206 ha. Село Стагово се налази у долини реке Неродимке и помиње се први пут у турским пописима из 1452. и 1463. године као српско село. Албанци су овде почели да се досељавају око 1700. године. До осамдесетих година 19. века у Стагову су стајали остаци напуштене српске цркве са старим гробљем. Данас у селу нема Срба.

## Демографија
Насеље има албанску етничку већину.
Број становника на пописима:
- попис становништва 1948. године: 614
- попис становништва 1953. године: 712
- попис становништва 1961. године: 819
- попис становништва 1971. године: 1087
- попис становништва 1981. године: 1206
- попис становништва 1991. године: 1360